# فیلتر کریستالی

یک فیلتر نردبانی کریستالی ۹ مگاهرتز با چهار کریستال تطبیق یافته.

یک فیلتر کریستالی (به انگلیسی: crystal filter) به برخی از فرکانس‌ها اجازه می‌دهد از مدار الکتریکی عبور کنند و در عین حال فرکانس‌های نامطلوب را کاهش دهند. یک فیلتر الکترونیکی می‌تواند از کریستال‌های کوارتز به عنوان اجزای تشدیدگر مدار فیلتر استفاده کند. کریستال‌های کوارتز پیزوالکتریک هستند، بنابراین ویژگی‌های مکانیکی آنها می‌تواند بر مدارهای الکترونیکی تأثیر بگذارد (به فیلتر مکانیکی مراجعه کنید). به‌طور خاص، کریستال‌های کوارتز می‌توانند رزونانس‌های مکانیکی با ضریب Q بسیار بالا (از ۱۰۰۰۰ تا ۱۰۰۰۰۰ و بیشتر — به مراتب بالاتر از تشدیدگرهای معمولی ساخته‌شده از سلف‌ها و خازن‌ها) از خود نشان دهند. پایداری کریستال و ضریب Q بالای آن به فیلترهای کریستالی اجازه می‌دهد تا فرکانس‌های مرکزی دقیق و مشخصه‌های میان‌گذری پله‌ای داشته باشند. تضعیف فیلتر کریستالی معمولی در باندگذر تقریباً ۲–۳ دسی بل است. فیلترهای کریستالی معمولاً در وسایل مخابراتی مانند گیرنده‌های رادیویی استفاده می‌شوند.
فیلترهای کریستالی در طبقه‌های فرکانس میانی (IF) گیرنده‌های رادیویی با کیفیت-بالا استفاده می‌شوند. آنها ترجیح داده می‌شوند زیرا از نظر مکانیکی بسیار پایدار هستند و بنابراین تغییر کمی در فرکانس تشدید با تغییرات دمای کاری دارند. برای بالاترین کاربردهای پایداری موجود، کریستال‌ها در کوره‌هایی با دمای کنترل‌شده قرار می‌گیرند که دمای کاری را مستقل از دمای پیرامون می‌کند.
مجموعه‌های ارزان‌تر ممکن است از فیلترهای سرامیکی ساخته شده از تشدیدگرهای سرامیکی (که از اثر پیزوالکتریک نیز بهره‌برداری می‌کنند) یا مدارهای LC تنظیم‌شده استفاده کنند. فیلترهای «نردبان کریستالی» با کیفیت بسیار بالا را می‌توان از آرایه‌های سریالی کریستال‌ها ساخت.
بیشترین استفاده از فیلترهای کریستالی در فرکانس ۹ مگاهرتز یا ۱۰٫۷ مگاهرتز برای ارائه انتخاب‌پذیری در گیرنده‌های مخابراتی یا در فرکانس‌های بالاتر به عنوان فیلتر بام‌ساز در گیرنده‌ها با استفاده از تبدیل-رو-به-بالا است. فرکانس‌های ارتعاشی کریستال با «برش» آن (شکل فیزیکی) تعیین می‌شود، مانند برش معمولی AT که برای فیلترهای کریستالی طراحی شده برای ارتباطات رادیویی استفاده می‌شود. برش همچنین برخی از ویژگی‌های دما را تعیین می‌کند که بر پایداری فرکانس تشدید تأثیر می‌گذارد، اگرچه از آنجایی که کوارتز ذاتاً پایداری دمایی بالایی دارد، شکل آن با دماهای موجود در رادیوهای معمولی تغییر چندانی نمی‌کند.